# Harold Bharos
Harold Bharos is een Surinaams politicus. Hij was van 1983 tot 1984 minister.

## Biografie
Harold Bharos was een zoon van de districtscommissaris Ramkisoen Percival Bharos (1918-2001) van Nickerie.
Bharos was rond 1970 bestuurslid van de Federatie van Organisaties van Leerkrachten (FOLS). Tijdens de verkiezingen van 1973 was hij in Paramaribo verkiesbaar op nummer 7 uit acht plaatsen voor de VHP-kombinatie, bestaande uit de Vooruitstrevende Hervormings Partij (VHP), de Sarekat Rakyat Indonesia (SRI) en de Plattelands Bewoners Partij (PBP).
In 1983 was hij van beroep ambtenaar. Op dit moment was hij politiek verbonden met de marxistische Progressieve Arbeiders en Landbouwers Unie (PALU). Op 28 februari van dat jaar trad hij aan in het kabinet-Alibux (PALU) als minister van Arbeid en Sociale Zaken. Hij zat de volle termijn uit tot 3 februari 1984.  In september 1983 leidde hij een Surinaamse delegatie tijdens de 35e verjaardag van de Democratische Volksrepubliek Noord-Korea. In een speech prees hij de wijze leiding van grote leider-kameraad Kim Il-sung.